# Gare de Bernissart
La gare de Bernissart est une gare ferroviaire belge, fermée, de la ligne 80, de Blaton à Bernissart. située rue Lotard, sur le territoire de la commune de Bernissart, dans la Province de Hainaut en Région wallonne.
Mise en service en 1879, elle est fermée, avec la ligne, en 1979. Depuis 2001, l'ancien bâtiment voyageurs est visible par les promeneurs qui empruntent le RAVeL aménagé sur l'emprise de l'ancienne voie ferrée.

## Situation ferroviaire
Établie à 27 mètres d'altitude, la gare de Bernissart est située au point kilométrique (PK) 4,2 de la ligne 80, de Blaton à Bernissart (fermée), après la gare de Blaton (s'intercale la halte de Grande-Bruyère).

## Histoire
La gare de Bernissart est mise en service le 15 novembre 1876 par l'administration des chemins de fer de l'État, lorsqu'elle ouvre à l'exploitation les 4,2 km de sa ligne de Blaton à Bernissart. Elle est ouverte aux voyageurs (il ne faut que 8 minutes pour parcourir cette courte section) et aux marchandises, y compris pour les « équipages, chevaux et bestiaux » et dispose de voies de service.
Entre 1913 et 1926, les quatre charbonnages de l'entité de Bernissart (au sein desquels on avait découvert des squelettes d'iguanodon dès 1878) ferment. 
Par contre, deux nouveaux puits voient le jour après la première guerre mondiale plus au sud, sur l'entité de Pommerœul. Un raccordement industriel de 5 kilomètres est créé pour les desservir. Un quai de chargement, aménagé le long du Canal Mons-Condé est également desservi par le réseau ferré des charbonnages. En 1927, ce raccordement est électrifié (ce qui fut une première pour une ligne à voie normale en Belgique, même s'il s'agissait d'une installation comparable à ce que l'on trouvait déjà sur certains réseaux de tramways et fonctionnant sous 550 volts). L'utilisation de l'électricité peut paraitre étonnante dans un charbonnage qui ne manquait pas de combustible bon marché, mais l'électricité était tout autant disponible, avec une centrale privée visant à alimenter les moteurs des ascenseurs des puits et des autres installations. Une partie des trains (les plus légers) reste toutefois assurés par les locomotives à vapeur qui sont indispensables pour manœuvrer les wagons sous les estacades de chargement, dépourvues de caténaire. Pour les trains composés de wagons de la SNCB, le relais de traction se faisait à Bernissart, alors que la plupart de ceux-ci devaient changer de front 4 likomètres plus loin, à Blaton, pour rejoindre la gare de formation de Saint-Ghislain.
La gare est fermée au service des voyageurs (repris par des bus) le 8 septembre 1963 et totalement fermée en 1976, avec la fermeture de la mine des Sartis à Pommeroeul. La voie est déposée en 1978.

## Patrimoine ferroviaire
Le bâtiment de la gare (plan type 1881) est toujours présent, à l'abandon. Il a succédé en 1900 à un premier bâtiment construit en bois.